# Czerlonka Leśna
Czerlonka Leśna – osada w Polsce położona w województwie podlaskim, w powiecie hajnowskim, w gminie Hajnówka, powstała 1 stycznia 2003.
Według stanu z 31 grudnia 2012 mieszkało tu 20 stałych mieszkańców.